# 布宜諾斯艾利斯 (亞利桑那州)
布宜諾斯艾利斯（英語：Buenos Aires）是位於美國亞利桑那州皮馬縣的一個非建制地區。該地的面積和人口皆未知。

## 地理
布宜諾斯艾利斯的座標為31°31′16″N 111°39′26″W / 31.52111°N 111.65722°W，而該地的平均海拔高度為928米（即3045英尺）。